# The Knack ...and How to Get It
„The Knack ...and How to Get It“ е британски филм от 1965 година, абсурдна комедия на режисьора Ричард Лестър по сценарий на Чарлс Уд, базиран на пиесата „The Knack: A Comedy in Three Acts“ от Ан Джелико.
В центъра на сюжета е стеснителен млад мъж, завиждащ за любовните успехи на арогантния си съквартирант – решил, че положението му ще се подобри с покупката на по-голямо легло, той се запознава с току-що пристигнала в Лондон жена. Главните роли се изпълняват от Рита Тъшингам, Майкъл Крофорд, Рей Брукс, Доналд Донъли.
„The Knack ...and How to Get It“ печели наградата „Златна палма“ и е номиниран за шест награди на БАФТА и две „Златен глобус“.